# Bisdom Zacapa
Het bisdom Zacapa (Latijn: Dioecesis Zacapensis) is een rooms-katholiek bisdom met als zetel Zacapa, in Guatemala. Het bisdom is suffragaan aan het aartsbisdom Santiago de Guatemala. Sinds 1986 is het aeque principaliter samengevoegd met de territoriale prelatuur Santo Cristo de Esquipulas. De kerkelijke gebieden samen worden ookwel bisdom Zapaca y Santo Cristo de Esquipulas genoemd.

## Geschiedenis
Het bisdom werd opgericht op 10 maart 1951, uit delen van het aartsbisdom Guatemala. Op 16 september 1956 verloor het gebied bij de oprichting van de territoriale prelatuur Santo Cristo de Esquipulas. Op 30 april 1968 verloor het gebied bij de oprichting van de apostolische administratie Izabal. Op 24 juni 1986 werd het aeque principaliter samengevoegd met de territoriale prelatuur Santo Cristo de Esquipulas. 

## Parochies
Het bisdom had in 2022 (zonder Esquipulas) een oppervlakte van 5.066 km2 en telde 775.420 inwoners waarvan 74,9% rooms-katholiek was.

## Ordinarii

### Bisschoppen
- Miguel Ángel García y Aráuz (apostolisch administrator: 1951 - 30 november 1955; tevens bisschop van Jalapa)
- Costantino Cristiano Luna Pianegonda (30 november 1955 - 16 februari 1980)

### Bisschoppen en prelaten
- Rodolfo Quezada Toruño (16 februari 1980 - 19 juni 2001; coadjutor sinds 11 september 1975, hulpbisschop sinds 5 april 1972, kardinaal in 2003)
- José Aníbal Casasola Sosa (13 mei 2004 - 27 april 2007; apostolisch administrator sinds 25 juli 2001)
- Rosolino Bianchetti Boffelli (20 november 2008 - 14 september 2012)
- Ángel Antonio Recinos Lemus (22 februari 2016 - heden)